# 매사추세츠 대학교 보스턴
매사추세츠대학교 보스턴(University of Massachusetts Boston)는 매사추세츠주 보스턴에 위치한 대학으로 매사추세츠 대학교의 5개의 캠퍼스중 하나이다. 보스턴에서 유일한 공립종합대학교이다.